# 東勢子
東勢子，原寫為東勢仔，是臺灣臺中市北區、東區交界地帶的一個傳統地域名稱，位於北區東南部、東區北部。相較於今日行政區，其範圍大致包括北區的新北里東南半部、新興里東北半部、樂英里南大半部，以及東區的富仁里不含西南部、富台里不含南端、東勢里、東南里、合作里。

## 歷史
台灣清治末期至日治初期，東勢子地區為一街庄，稱為「東勢仔庄」，隸屬於藍興堡。該庄北與三十張犁庄為鄰，東隔旱溪與番仔路庄為界，南邊東側為旱溪庄，南邊西側及西邊南側為臺中街，西邊北側為邱厝仔庄。
1901年（日治明治三十四年）11月，全台廢縣廳改設二十廳，該庄隸屬於臺中廳。1903年（明治三十六年）6月，該庄編入「臺中區」，隸屬於臺中廳。1909年（明治四十二年）10月，合併二十廳為十二廳，臺中區隸屬不變。1920年（大正九年），全台地方制度大改正，廢十二廳改設五州二廳，該庄改制並雅化為「東勢子」大字，隸屬於臺中州轄臺中市。
戰後本地區分割成兩部分，西北部劃入北區，東南大半部劃入東區，均隸屬於臺灣省轄臺中市，大字改制為里。2010年12月，臺中縣市合併為直轄臺中市，北區、東區隸屬均不變。

## 聚落
本地區發展較早的聚落為東勢仔，在日治期初期的官方地圖上已有記載。

## 交通
台鐵山線大致以北偏東－南偏西走向經過東勢子地區東部。境內未設站，北側最近的是太原車站，屬乙種簡易站，僅停靠區間車；南側最近的是臺中車站，屬特等站，各級列車均有停靠。由此等可前往台鐵沿線各站。
省道台3線（進化路）俗稱「內山公路」，是臺北至屏東的幹道，大致以北向南經過本地區中部偏東地帶。由該道路向北可前往北屯、潭子、豐原、石岡等地，向南可前往台中市中心、大里、霧峰、草屯等地。

## 學校
- 臺灣體大
- 臺中一中
- 雙十國中
- 力行國小
- 進德國小

## 運動休閒
- 臺灣體大體育場
- 臺灣體大棒球場（臺中棒球場）